# Efecto cis
En química inorgánica, el efecto cis se define como la labilidad (inestabilidad) de ligandos de CO que son cis a otros ligandos. El CO es un ligando aceptor-π fuerte bien conocido en química organometálica que se labilizará en la posición cis cuando esté adyacente a ligandos debido a efectos estéricos y electrónicos. El sistema más frecuentemente estudiado para el efecto cis es un complejo octaédrico M(CO)5X donde X es el ligando que labilizará un ligando de CO cis a él. A diferencia del efecto trans, donde esta propiedad se observa con mayor frecuencia en complejos plano-cuadrados, el efecto cis se observa en complejos de metales de transición octaédricos. Se ha determinado que los ligandos que son dadores-σ débiles y no aceptores-π, parecen tener los efectos más fuertes de labilidad cis. Por lo tanto, el efecto cis tiene la tendencia opuesta del efecto trans, que labiliza de manera efectiva los ligandos que son trans a los ligandos aceptores-π fuertes y dadores-σ.

## Conteo de electrones en complejos de carbonilo metálico
Se ha encontrado que los complejos de metales de transición del grupo 6 y del grupo 7 (M(CO)5X) son los más prominentes en lo que respecta a la disociación del CO cis al ligando X. El CO es un ligando neutro que dona 2 electrones al complejo y, por lo tanto, carece de propiedades aniónicas o catiónicas que afectarían el recuento de electrones del complejo. Para los complejos de metales de transición que tienen la fórmula M(CO)5X, los metales del grupo 6 (M0, donde el estado de oxidación del metal es cero) emparejado con el ligando neutro X, y los metales del grupo 7 (M+, donde el estado de oxidación del metal es +1), con ligando aniónico emparejado, crearán complejos de 18 electrones muy estables. Los complejos de metales de transición tienen 9 orbitales de valencia, y 18 electrones llenarán estas capas de valencia, creando un complejo muy estable que satisface la regla de los 18 electrones. La labilidad cis de complejos de 18 electrones (18 e-) sugiere que la disociación del ligando X en la posición cis crea un estado de transición de pirámide cuadrada, que disminuye la energía del complejo M(CO)4X, mejorando la velocidad de reacción. El siguiente esquema muestra la ruta de disociación de un ligando de CO en la posición cis y trans con respecto al ligando X, seguido de la asociación del ligando Y. Este es un ejemplo de un mecanismo disociativo, donde un complejo de 18 e- pierde un ligando de CO, creándose un intermedio de 16 e-, y un complejo final de 18 e- resulta de un ligando entrante que se inserta en lugar del CO. Este mecanismo se asemeja al mecanismo SN1 en química orgánica, y se aplica también a los compuestos de coordinación.
Figura 1. Intermedios en la sustitución de complejos M(CO)5X.
Si los ligandos X e Y son dadores-σ neutros al complejo:
M = Metal del grupo 6 (m = 0)
M = Metal del grupo 7 (m = +1)

## Efectos de ligandos sobre la labilidad-cis de CO
El orden de los ligandos que poseen efectos de labilidad-cis es el siguiente: 
CO, AuPPh3, H−, SnPh3, GePh3, M(CO)n  < P(O)Ph3 < PPh3 < I− < CH3SO2−, NC5H5 < CH3CO < Br−, NCO− < Cl− < NO3−
Los ligandos aniónicos como el F-, Cl-, OH- y SH- tienen efectos de labilidad de CO particularmente fuertes en los complejos [M(CO)5L]-. Esto se debe a que estos ligandos estabilizarán el intermedio de 16 e- mediante la donación electrónica desde el par solitario del orbital p-pi dador. Otros ligandos que contienen azufre, particularmente el tiobenzoato, son otros ejemplos de ligandos labilizantes de CO particularmente útiles, que pueden explicarse por la estabilización del intermedio que resulta de la disociación del CO. Esto se puede atribuir a la interacción parcial del oxígeno del tiobenzoato y el metal, que puede eliminar los efectos de disolventes que pueden ocurrir durante la disociación del ligando en los complejos de metales de transición.
Los efectos de labilidad más fuertes provienen de ligandos que son dadores-σ débiles con prácticamente ningún comportamiento de aceptor-π. El efecto cis puede atribuirse al papel del ligando X en la estabilización del estado de transición. También se ha determinado que los ligandos X labilizantes de hecho fortalecen el enlace M-CO trans a X, que se supone que se debe al comportamiento débil de aceptación pi y/o donación sigma del ligando X. Esta falta de una fuerte donación-σ/aceptación-π permitirá que el CO (un fuerte aceptor-π) trans al ligando X atraiga la densidad de electrones hacia él, fortaleciendo el enlace M-CO. Este fenómeno está respaldado por la evidencia de amplios estudios sobre el efecto trans, que a su vez muestra cómo los ligandos que en realidad son fuertes dadores-σ y aceptores-π debilitan el enlace M-L hacia ellos. Dado que los efectos cis y trans parecen tener tendencias generalmente opuestas, el argumento electrónico apoya ambos fenómenos. Se puede atribuir evidencia adicional de la labilidad cis de CO a los ligandos de CO que compiten por los orbitales dxy, dyz y dxz. Este argumento es especialmente cierto cuando el ligando X es un halógeno.